# 서홍석
서홍석(1982년 2월 28일 ~ )은 대한민국의 뮤지컬 배우이다.

## 이력
2002년 연극 '시골선비 조남명'으로 데뷔했다.

## 학력
- 성균관대학교 대학원 공연예술학과 석사

## 출연작

### 방송
- 2016년 ~ 2020년 (EBS1) 《모여라 딩동댕》 - 번개맨 역

### 뮤지컬
- 2002년 《시골선비 조남명》
- 2008년 《화장을 고치고》
- 2008년 《넌센스》
- 2009년 《시간에》
- 2009년 《오 당신이 잠든 사이》
- 2010년 《금발이 너무해》
- 2011년 《영웅》
- 2012년 《총각네 야채가게》
- 2013년 《해를 품은 달》
- 2014년 《스틸》

### 영화
- 2003년 《첫사랑 사수 궐기대회》 - 스윙댄스팀 역
- 2018년 《번개맨과 신비의 섬》 - 번개맨 역
- 2018년 《번개맨의 비밀》 - 번개맨 역